# جون فون كولاس
جون فون كولاس (بالإنجليزية:John von Collas) هو مهندس معماري باروكي في القرن الثامن عشر.